# شارع أبو نؤاس

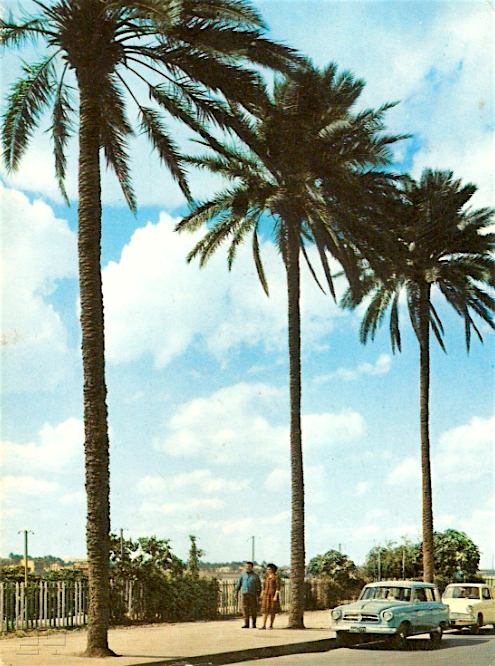
كورنيش شارع أبو نواس في الستينات.

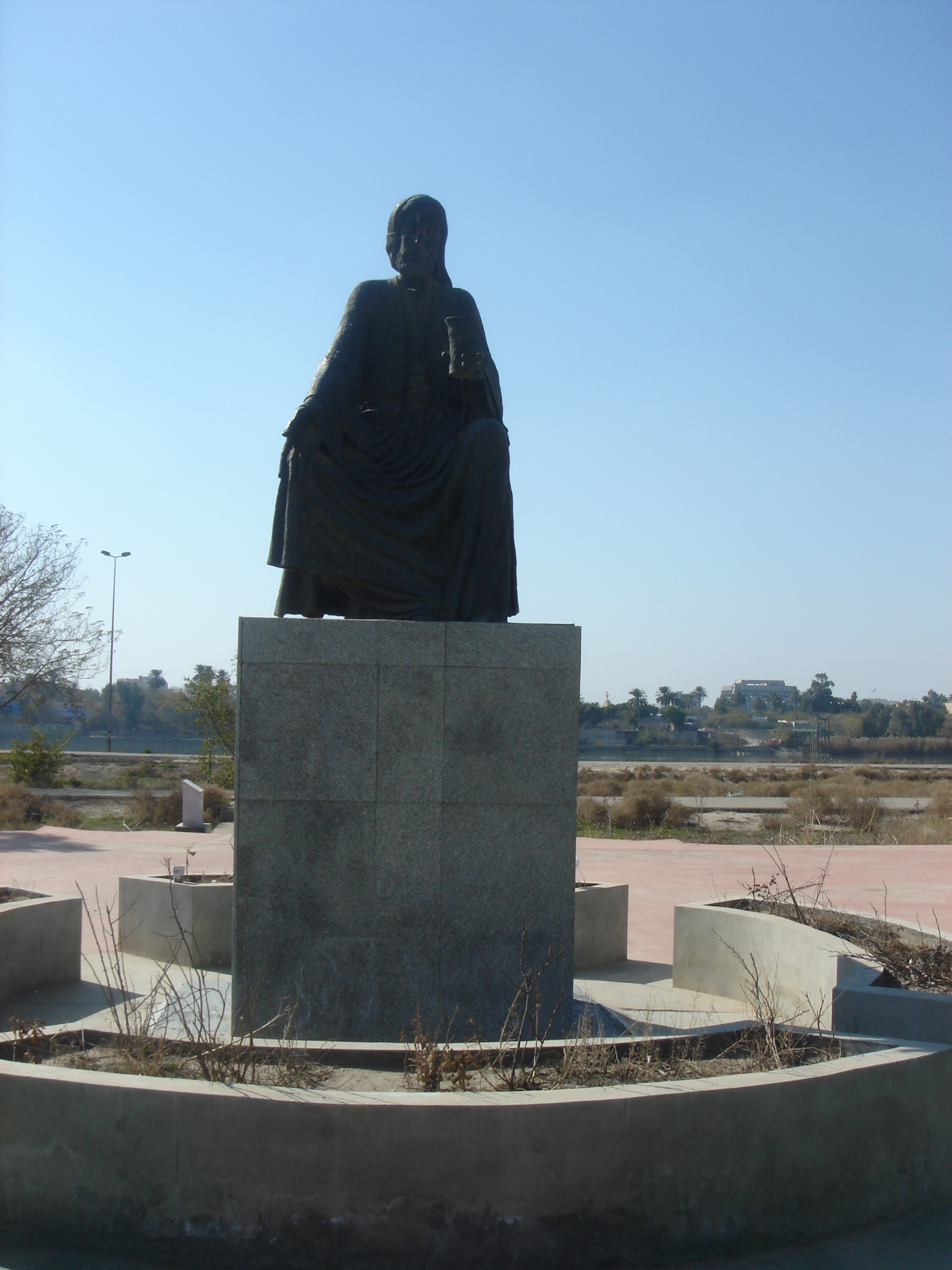
تمثال للشاعر أبو نؤاس في بغداد

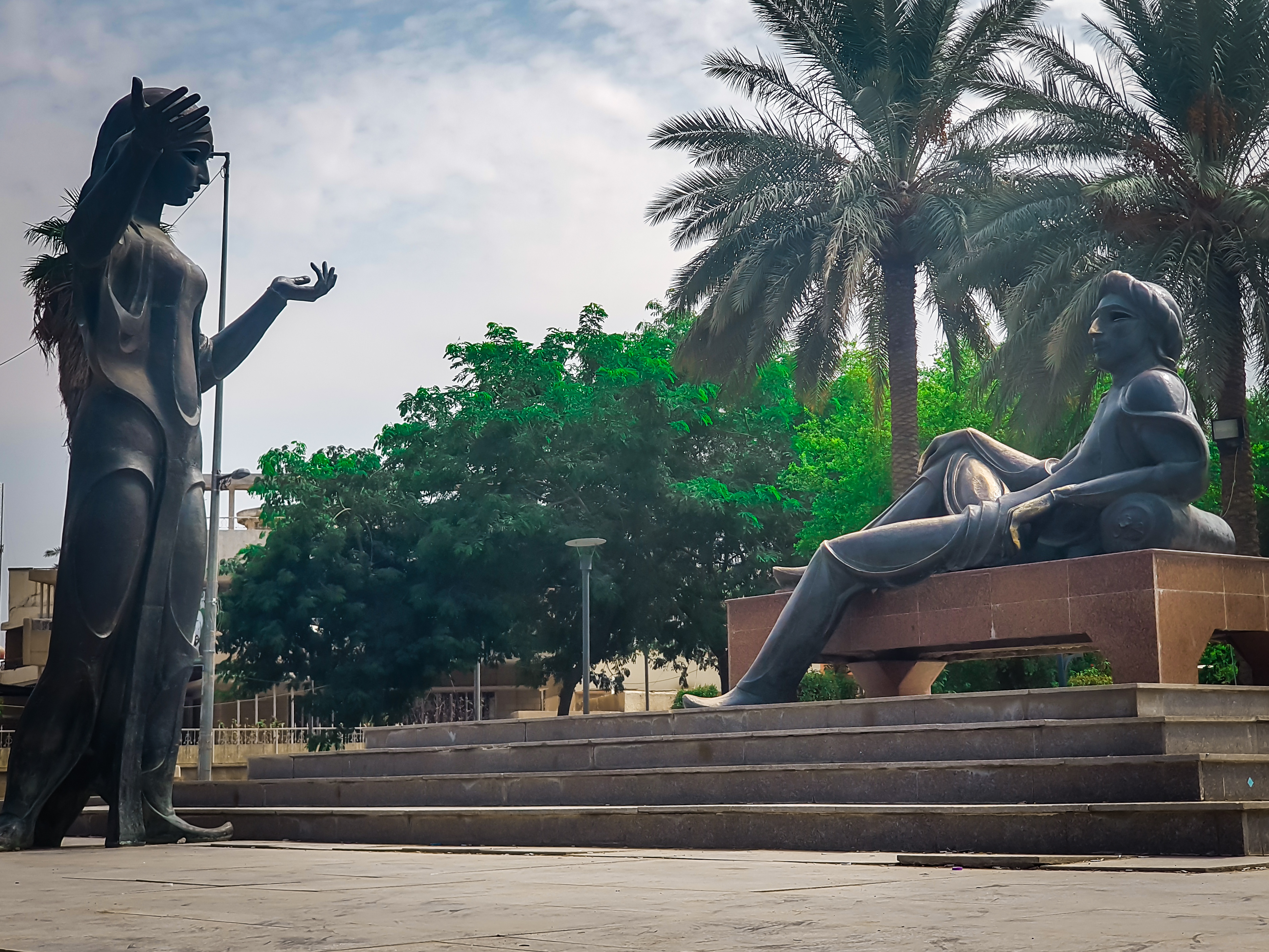
تمثال شهريار وشهرزاد في شارع أبو نؤاس

شارع أبو نؤاس هو شارع في شرق بغداد في صَوب الرصافة محاذٍ لشرق نهر دجلة ممتد بين جسر الجمهورية (جسر الملكة عالية سابقا) في منطقة الباب الشرقي والجسر المعلق في منطقة الكرادة الشرقية. سمي هذا الشارع إحياءً لذكرى أحد أهم شعراء العصر العباسي الحسن بن هانئ بن الصباح (كنيته أبو نواس) المتوفى عام 198 الهجري (813 الميلادي).
كان هذا الشارع منذ بداية القرن الماضي أحد أهم مناطق السهر والسمر للعراقيين حيث تمتد على طول الشارع المقاهي على شاطئ نهر دجلة، هذه المقاهي المتباينة بين البسيطة والراقية التي يجمعها شيء واحد هو تقديمها وجبة العشاء التقليدية من السمك المشوي (المسكوف) على الطريقة العراقية، مع وجبات أخرى تقليدية وشهية أخرى مثل التكه والكباب والباجة ثم الشاي العراقي السنكين (الثقيل الغامق). كل ذلك على أصوات الأغاني لسفير الأغنية العراقية ناظم الغزالي وكوكب الشرق أم كلثوم.
يوجد في هذا الشارع نصبين أحدهما للشاعر أبو نواس يحمل كأسه بيده صمّمه النحات العراقي إسماعيل فتاح الترك عام 1972، والآخر لشهرزاد تروي الحكايات لشهريار للنحات العراقي محمد غني حكمت.
أغلق الشارع بعد الغزو الأميركي للعراق عام 2003، وتعرض للإهمال بسبب موقعه المواجه للمقار الحكومية والسفارات الأجنبية في المنطقة الخضراء وسط بغداد، وأعيد افتتاحه عام 2008، وبدأت حملة لإعادة إعماره وتطويره شملت إعادة إكسائه ورفع الكتل الخرسانية والأسلاك الشائكة.

شارع أبو نؤاس ليلا

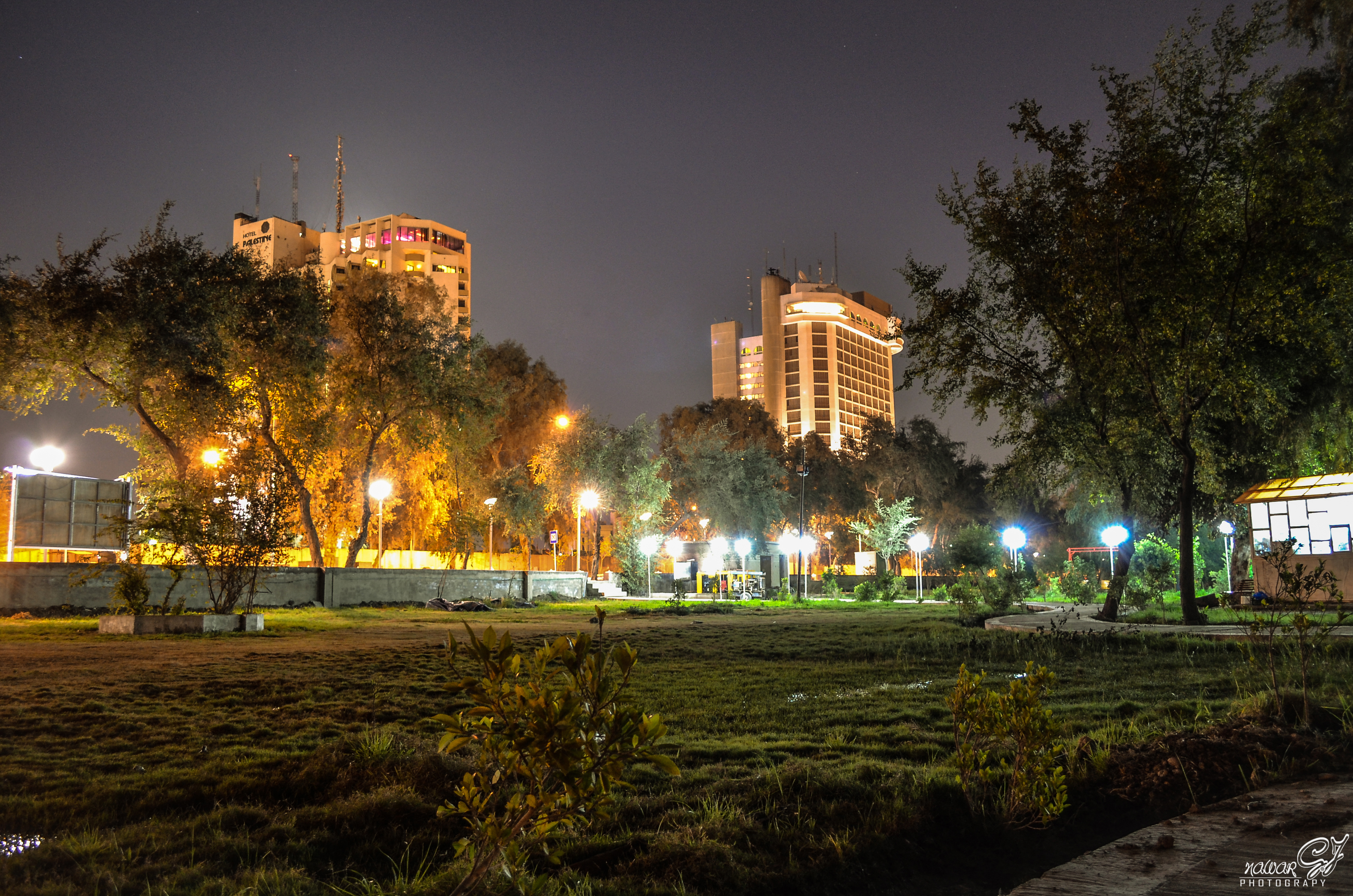
حدائق كورنيش شارع أبو نؤاس

## معالم الشارع
- شقق الطاقة الشمسية: مكانها في الجانب الشمالي من الشارع مطلة على شاطئ دجلة، ومقابلة لصوب الكرخ حيث القصر الجمهوري، كان يسكنها بعض موظفي القصر الجمهوري وديوان الرئاسة وبعض العاملين في الأجهزة الأمنية.[3]

## نطق نؤاس
قال منير القاضي «ونواس» تُلفظ بضم النون وتخفيف الواو، والعامة تلفظها بفتح النون وتشديد الواو، وبعضهم بضم النون بعدها همزة (نؤاس) وكلا اللفظين غلط.